# Gistel
Pour le naturaliste allemand, voir Johannes von Nepomuk Franz Xaver Gistel.
Gistel est une ville néerlandophone de Belgique située en Région flamande dans la province de Flandre-Occidentale.
On trouve également Gistel dans des documents anciens avec l'orthographe « Ghistelles ».

## Géographie
La commune est composée des sections suivantes : Gistel, Moere, Snaaskerke et Zevekote. Moere et Zevekote étaient des communes à part entière jusqu'en 1971 tandis que Snaaskerke a fusionné avec Gistel en 1977.

### Carte

Gistel, communes fusionnées et voisines.

### Sections de la commune
| # | Section         | Superf. (km2) | Habitants (2020) | Habitants par km2 | Code INS |
| - | --------------- | ------------- | ---------------- | ----------------- | -------- |
| 1 | Gistel (I)      | 15,34         | 8.944            | 583               | 35005A   |
| 2 | Moere (II)      | 10,05         | 1.243            | 124               | 35005B   |
| 3 | Zevekote (III)  | 8,72          | 682              | 78                | 35005C   |
| 4 | Snaaskerke (IV) | 8,70          | 1.289            | 148               | 35005D   |

### Communes limitrophes
- a. Oudenburg (ville d'Oudenburg)
- b. Westkerke (ville d'Oudenburg)
- c. Eernegem (commune de Ichtegem)
- d. Koekelare (commune de Koekelare)
- e. Zande (commune de Koekelare)
- f. Sint-Pieters-Kapelle (commune de Middelkerke)
- g. Slijpe (commune de Middelkerke)
- h. Leffinge (commune de Middelkerke)
- i. Stene (ville d'Ostende)
- j. Zandvoorde (ville d'Ostende)

## Toponymie
Le nom de la localité est appelé successivement Ouser-Vrouwen-ter-Kercke, Ghiselbert puis Gistel.

## Lieux et monuments
- L'abbaye de Ten Putte (fondée autour du puits où fut jeté le corps de Godelieve de Gistel en 1070) qui deviendra l'abbaye Sainte-Godelieve (abbaye occupée, depuis 2007, par une communauté catholique de croyants, au sein de la congrégation Mère de la Paix).

## Histoire
L'origine de la ville de Gistel remonte avec un pirate danois qui s'est installé en Flandres, dans un château fort élevé par Charlemagne, proche de l'actuelle ville de Gistel. Un descendant de ce dernier travaille en 1009 pour Baudouin IV de Flandre en tant que préfet maritime pour s'occuper de l'entretien des côtes.
Un autre danois, Ghiselbert, s'installe dans une agglomération non loin de la chapelle de la forteresse qui entoure la chapelle de onze-lieve-vrouw-ter-kerke et lui donne le nom de Ghiselbert qui devient Gistel. Wulfart Ghistelles, fils de Ghiselbert, né à Sainte Aemond au Danemark, obtient la main de la fille de Baudouin IV de Flandre, se fait baptiser par Saint-Arnoulphe en 1030 et construit un manoir au centre du village de Gistel.
La famille de Ghistelles est une des plus anciennes et des plus illustres familles de l'Artois, connue depuis 1060 en la personne de Bertoult, seigneur de Ghistelles, chevalier, cousin du comte de Flandre Baudouin V de Flandre. Elle est alliée à différentes maisons souveraines et à la plupart des maisons considérables de France et de l'ancienne Flandre (comté de Flandre). Plusieurs membres de cette maison se sont signalés lors des guerres et ont été honorés d'un grand nombre d'emplois distingués et de charges de premier rang. Ils les ont remplies dans les cours et les guerres de leurs princes : les comtes de Flandre, les ducs de Bourgogne, la maison d'Autriche.

## Événements
- Au XIe siècle, un pèlerinage populaire se développa le long de la côte, de Gistel à Wierre-Effroy, en hommage à sainte Godelieve, dont la vie s'écoula dans la piété et la souffrance[5].
- La petite ville voit chaque année se dérouler la procession de Sainte-Godelieve, l'église de Gistel abritant sa sépulture. Un pèlerinage annuel avait lieu au Petit Béguinage de Gand.

## Personnalités
- Famille de Ghistelles.
- Godelieve de Gistel (née vers 1049-1070), née à Saint-Omer en Artois, mariée contre son gré à Bertulf, châtelain de Gistel, fut maltraitée par son mari et sa belle-mère, puis assassinée et son corps jeté dans un puits en 1070 : sainte catholique fêtée le 30 juillet[6].
- Corneille de Ghistelles (1510-1573), poète rhétoricien des Pays-Bas méridionaux.
- Léon-Ange de Ghistelles (1701-1747), ecclésiastique, évêque désigné de Béziers de 1744 à 1745
- Sylvère Maes, vainqueur du Tour de France cycliste de 1936 et de 1939.

## Transports
La ligne de chemin de fer 62, d'Ostende à Torhout, traversait la commune. Fermée dans les années 1960, elle comportait une gare au centre de Gistel ainsi qu'à Snaaskerke et Moere. La ligne a été transformée en chemin RAVeL pour cyclistes et piétons.

## Héraldique
|  | La ville possède des armoiries qui lui été octroyées le 30 avril 1838 et confirmées le 3 décembre 1984. Elles apparaissent déjà au XIVe siècle sur le sceau de la ville connu depuis 1330. Elles sont dérivées des armoiries de la famille de Gistel / de Ghistelles qui possédait le village au XIIe siècle. Ce sceau familial avec un chevron est connu depuis 1219. En 1275, le chevron d'argent a été changé en chevron d'hermine, indication que la ville a adopté ces armoiries après 1275. Blasonnement : De gueules à un chevron d'hermine. Source du blasonnement : Heraldry of the World. |

## Démographie

### Évolution démographique: Avant la fusion des communes
- Source : Institut national de statistique

### Évolution démographique: Commune fusionnée
- Source: DGS , de 1831 à 1981=recensements population; à partir de 1990 = nombre d'habitants chaque 1er janvier[8]

## Jumelage
- Büdingen (Allemagne)